# Perejil
Perejil (nome spagnolo che significa "prezzemolo"), Tura (nome berbero) o Leila (ليلة, nome arabo che significa "notte", ma probabilmente è adattamento da un termine romanzo come l'i(s)la, "l'isola") è un isolotto disabitato situato nello stretto di Gibilterra (tra l'Oceano Atlantico ed il Mar Mediterraneo), a 200 metri dalla costa marocchina e a circa 8 km ad ovest della città spagnola di Ceuta. Il nome locale dell'isola è Tura, parola né spagnola né araba, ma, verosimilmente, berbera.
L'isolotto, che misura 500 metri per 300 (15 ettari), è salito alla ribalta internazionale nell'estate del 2002 per essere stato al centro di una crisi diplomatica tra Spagna e Marocco relativa alla sovranità sullo stesso.

## Storia

### La questione della sovranità
La disputa tra Spagna e Marocco per la sovranità su Perejil è di antica data e si basa su differenti argomentazioni tra loro discordanti. La Spagna basa le proprie rivendicazioni sul fatto che l'isola le è stata ceduta dal Portogallo nel 1581, anche se tale accordo non è mai stato redatto nelle forme di un trattato internazionale. Inoltre, perché vi sia un legittimo trasferimento del territorio in base al diritto internazionale occorre che il cedente sia in grado di dimostrare il proprio titolo di sovranità, il che nel caso del Portogallo è praticamente indimostrabile (in quanto non risulta che i portoghesi occuparono mai l'isola).
Quanto agli atti di effettiva sovranità su Perejil, fino al XX secolo la Spagna si è limitata a sporadici episodi: la prima presenza fisica documentata risale al 1746, mentre del 1887 è il tentativo di erigere un faro. Praticamente nulli invece sono stati gli atti di sovranità compiuti dal Marocco nello stesso periodo, che tuttavia sostiene che l'isolotto fa parte "da sempre" del territorio marocchino.
Quando il trattato di Madrid del 27 novembre 1912 istituisce il protettorato spagnolo sul Marocco settentrionale, l'isola viene occupata militarmente dalla Spagna, anche se nel trattato Perejil non viene menzionata.
La situazione si fa complicata a partire dal 7 aprile 1956, quando cessa il protettorato e la Spagna si ritira dal Marocco: mentre il trattato stabilisce che Ceuta e Melilla rimangono sotto sovranità spagnola, ancora una volta non viene fatta menzione di Perejil. La Spagna sostiene oggi di essere stata militarmente presente sull'isola fino al 1961 col beneplacito di Rabat e di aver in seguito condotto ispezioni "di carattere regolare e continuativo", mentre il Marocco obietta di avere occupato stabilmente l'isola fino al 1970 e anche in seguito, ogni qual volta è stato necessario per monitorare lo stretto.
Anche in molti atti più recenti (tra cui lo Statuto di Autonomia di Ceuta) la Spagna ha più volte omesso di nominare Perejil tra i propri territori africani, a volte per non turbare la sensibilità del vicino marocchino. In questo modo si è però consacrata un'incertezza giuridica sul possesso dell'isola che si è cristallizzata nel 2002, in quanto limitandosi a rivendicare il ripristino dello status quo dell'isola la Spagna ne ha implicitamente riconosciuto lo status di terra di nessuno.

### La crisi diplomatica del 2002
Nel pomeriggio dell'11 luglio 2002 un gruppo di 13 gendarmi marocchini sbarcò sull'isola issando la bandiera del Marocco. Il governo di Rabat dichiarò inizialmente che scopo della permanenza dei gendarmi era il monitoraggio dell'emigrazione illegale e del terrorismo nello stretto, ma in seguito alle proteste del governo spagnolo i gendarmi vennero sostituiti da cadetti della marina marocchina, che installarono una base fissa sull'isolotto.
Questo fatto aggravò l'incidente diplomatico ed entrambi i paesi riaffermarono il loro diritto di sovranità sull'isolotto; la Spagna ottenne l'appoggio di quasi tutti gli stati membri dell'Unione europea, mentre il Marocco ebbe il supporto ufficiale della Lega araba.
Seguirono alcuni giorni di grave tensione e intensa attività diplomatica, finché il governo spagnolo di José María Aznar decise di intervenire militarmente.
Alle sei di mattina del 17 luglio scattò l'operazione Recuperar Soberanía ("recupero della sovranità"): un contingente elitrasportato di 28 soldati spagnoli appartenenti al Grupo de Operaciones Especiales (GOE), supportato da ingenti forze aeronavali, atterrò a Perejil e prese possesso dell'isola. La guarnigione marocchina fu poi portata a Ceuta e da lì condotta alla frontiera col Marocco.
Nel corso dello stesso giorno le truppe speciali furono rimpiazzate da membri della legione spagnola, che rimasero a Perejil fino a che Marocco e Spagna, grazie alla mediazione degli Stati Uniti, non si accordarono a ritornare allo status quo anteriore alla crisi. In seguito al ritiro degli ultimi soldati spagnoli (21 luglio) l'isola è adesso, ancora una volta, disabitata.
L'occupazione da parte del Marocco è stata considerata dal governo spagnolo come un tentativo di sondare le acque per quanto riguarda la determinazione della Spagna nel mantenere i propri possedimenti al di là dello stretto. La rapida dimostrazione di forza spagnola per mantenere lo status quo su questa isola è una dimostrazione che la Spagna non intende rinunciare alla sovranità sugli altri territori rivendicati dal Marocco, che persegue una politica tesa ad affermare il Grande Marocco (oltre al Sahara Occidentale rivendica anche le enclave di Ceuta e Melilla e le plazas de soberanía amministrate queste dalla Spagna).